# Gérize
Der Gérize ist ein kleiner Fluss im Zentralmassiv von Frankreich, der im Département Puy-de-Dôme der Region Auvergne-Rhône-Alpes östlich der Stadt Clermont-Ferrand verläuft.

## Geographie

### Verlauf
Der Gérize entspringt im südöstlichen Gemeindegebiet von Le Brugeron, verläuft in einer S-Kurve generell Richtung Westen durch den Regionalen Naturpark Livradois-Forez und mündet nach insgesamt rund 16 Kilometern an der Gemeindegrenze von Olliergues und Marat als rechter Nebenfluss in die Dore.

### Orte am Fluss
(Reihenfolge in Fließrichtung)
- Les Clissades, Gemeinde Le Brugeron
- Chez Moisel, Gemeinde Saint-Pierre-la-Bourlhonne
- La Chabrerie, Gemeinde Le Brugeron
- Les Fournets, Gemeinde Marat
- Le Brugeron
- Frissonet, Gemeinde Le Brugeron
- Le Bost de Cheix, Gemeinde Marat
- La Planche du Fond, Gemeinde Olmet
- Le Mayet, Gemeinde Olliergues
- Repote, Gemeinde Marat